# Ceratothoa atherinae
Ceratothoa atherinae är en kräftdjursart som först beskrevs av Paul Gourret 1891.  Ceratothoa atherinae ingår i släktet Ceratothoa och familjen Cymothoidae. Inga underarter finns listade i Catalogue of Life.